# علي بدوان
علي سعيد بدوان (1959- 2025 م) كاتب ومحلِّل سياسي فلسطيني سوري، ولادته وحياته ووفاته بدمشق. 

## سيرته
وُلد علي سعيد بدوان في مخيم اليرموك بدمشق عام 1959، لأسرة لجأت من مدينة حيفا إلى سوريا إثر نكبة فلسطين عام 1948.    
درس المراحل التعليمية الأولى في مدراس وكالة الأونروا في مخيم اليرموك، في مدرسة صرفند، واعدادية المالكية، ومن ثم في ثانوية اليرموك، وتابع دراسته الجامعية فحصل عام 1982 على البكالوريوس في العلوم الأساسية (فيزياء وكيمياء) من كلية العلوم جامعة دمشق، ودبلوم في التربية من كلية التربية في جامعة دمشق عام 1987، إضافة لشهادة علوم العسكرية من كلية المشاة العسكرية في الجيش العربي السوري أثناء خدمة العلم في صفوف جيش التحرير الفلسطيني. وحصل بعدها بعدة سنوات على الشهادة العليا في العلوم السياسية الصين.[بحاجة لمصدر]
عمل مدرسا لمادتي الفيزياء والكيمياء في ثانويات دمشق ومعهد اعداد المدرسين منذ العام 1983، وموجها اختصاصيا لمادتي الفيزياء والكيمياء ورئيسا لفريق التنسيق في تربية دمشق من عام 2002 حتى العام 2017.

## نشاطه السياسي
انضوى مبكراً في صفوف العمل السياسي الفلسطيني والجبهة الديمقراطية لتحرير فلسطين عام 1974، وتبوأ مواقع قيادية مختلفة الجبهة الديمقراطية وفي منظمة التحرير الفلسطينية، وكان من الفدائيين الذين تصدوا للقوات الإسرائيلية التي غزت لبنان وحاصرت بيروت عام 1982، وأصيب في الكبد في حرب المخيمات صيف العام 1985، واعتقل على اثرها من قبل جهة عربية كانت نافذة في لبنان، مما أستوجب خضوعه لعملية (نقل كبد)بعد سنوات طويلة من اصابته في مشفى تيانجين التابع للجيش الصيني على يد الجراح العالمي جيو جي جين، غادر الجبهة الديمقراطية عام 2003. عمل مديرا لمكتب الإعلام التابع لمنظمة التحرير الفلسطينية في دمشق.

## مؤلفاته
يكتب بدوان في عدة صحف عربية ودولية، ويظهر متحدثًا في برامج سياسية بقنوات ومحطات فضائية عربية. من أهم مؤلفاته:
1. القدس واللاجئون ومفاوضات اللاتوازن ـ دار الأهالي ـ دمشق ـ 1997 ـ دراسات
2. اليسار الفلسطيني ـ دار الأهالي ـ دمشق ـ 1998 ـ دراسات.
3. اللاجئون الفلسطينيون في سورية والعراق من الإقتلاع إلى العودة ـ دار
4. الميزان ـ دمشق ـ 2000 ـ دراسات.
5. قضايا هضبة الجولان ـ الشرعية الدولية أم تربيع الدائرة ـ الفصل الثاني دار الميزان/دمشق 2000.
6. الانتفاضة وحرب الاستقلال الفلسطينية ـ دار المنارة ـ دمشق ـ 2002 ـدراسات.
7. مخيم جنين من النكبة إلى الإنتفاضة ـ دار الأوائل ـ دمشق ـ 2003 ـدراسات.    القدس ومفاوضات اللاتوازن ــ دار المنارة ـ دمشق ـ 2003 ـ دراسات.
8. اللاجئين الفلسطينيين في سوريا الصعود نحو الوطن ــ أصدار دار المنارة بدمشق 2002 ـــ صفحة من القطع الوسط ـــ نُشِرَ على حلقات على صفحات البيان الإماراتية طوال شهر أيلول/سبتمبر 2002.
9. حركة فتح من العاصفة إلى كتائب الأقصى ـ دار الأوائل ـ دمشق ـ 2003
10. الجولان طريق الحرب طريق السلام ـ اتحاد الكتاب العرب ـ دمشقـ 2004 ـ دراسات.
11. القدس والاستعمار الكولونيالي (العروبة في مواجهة الجدارالديمغرافي) ــ الناشر اتحاد الكتاب العرب ــ دمشق 2006 ـ 109
12. العنب والرصاص ـ دار الأهالي ـ دمشق ـ 2006 ـ دراسات.
13. الانتفاضة طريق الخلاص ـ اتحاد الكتاب العرب ـ دمشق ـ 2007 ـدراسة.
14. الحطام والقيام ـ دار الأهالي ـ دمشق ـ 2005 ـ دراسات.
15. صفحات من تاريخ الكفاح الوطني الفلسطيني (القوى والفصائل/النشأة والمصائر) ــ دار صفحات ـ دمشق ـ 2008 ـ دراسات.
16. من دفاتر حركة فتح ـ دار العراب + دار نور حوران ـ دمشق 2015.
17. من دفاتر الجبهة الشعبية لتحرير فلسطين ــ دار العراب + دارنور حوران ـ دمشق 2015.
18. وقائع الحاضروشواهد الماضي (حوار الحقيقة الفلسطينية ) للسيد فاروق القدومي( أبو اللطف) ــدار الأهالي بدمشق ــ 2010.

## وفاته
توفي علي سعيد بدوان في دمشق، يوم الأحد 5 ذي الحِجَّة 1446هـ الموافق أول يونيو (حَزِيران) 2025م.

## وصلات خارجية
- علي بدوان على موقع أرشيف الشارخ
- مقالات لعلي بدوان في جريدة "الوطن"
- مقالات على موقع "الجزيرة"